# Iațîne, Putîvl
Iațîne (în ucraineană Яцине) este localitatea de reședință a comunei Iațîne din raionul Putîvl, regiunea Sumî, Ucraina.

## Demografie
Componența lingvistică a localității Iațîne
     Rusă (67,4%)
     Ucraineană (32,6%)
Conform recensământului din 2001, majoritatea populației localității Iațîne era vorbitoare de rusă (67,4%), existând în minoritate și vorbitori de ucraineană (32,6%).